# 고통도착증

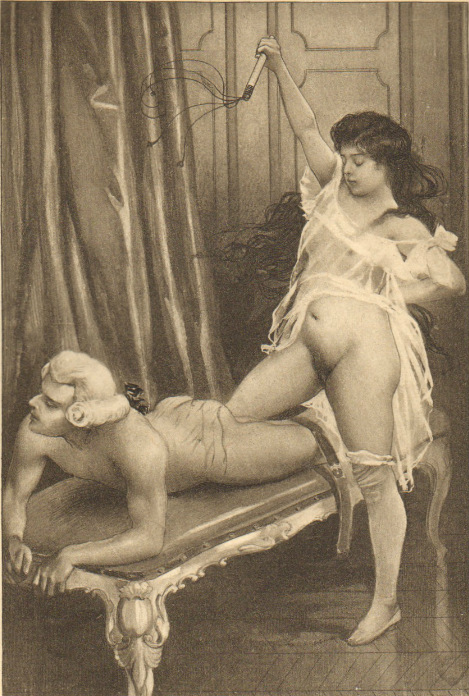

고통도착증(苦痛倒錯症, Algolagnia, /ælɡəˈlæɡniə/; ← 그리스어: άλγος, 알고스, "고통", and λαγνεία, lagnia, "성욕")은 종종 생식기를 포함, 육체적 고통에서 성적 기쁨과 자극을 유도하여 정의된 성적 경향이다.

## 같이 보기
- 자가학증
- 살의 고행